# 氹仔炮台

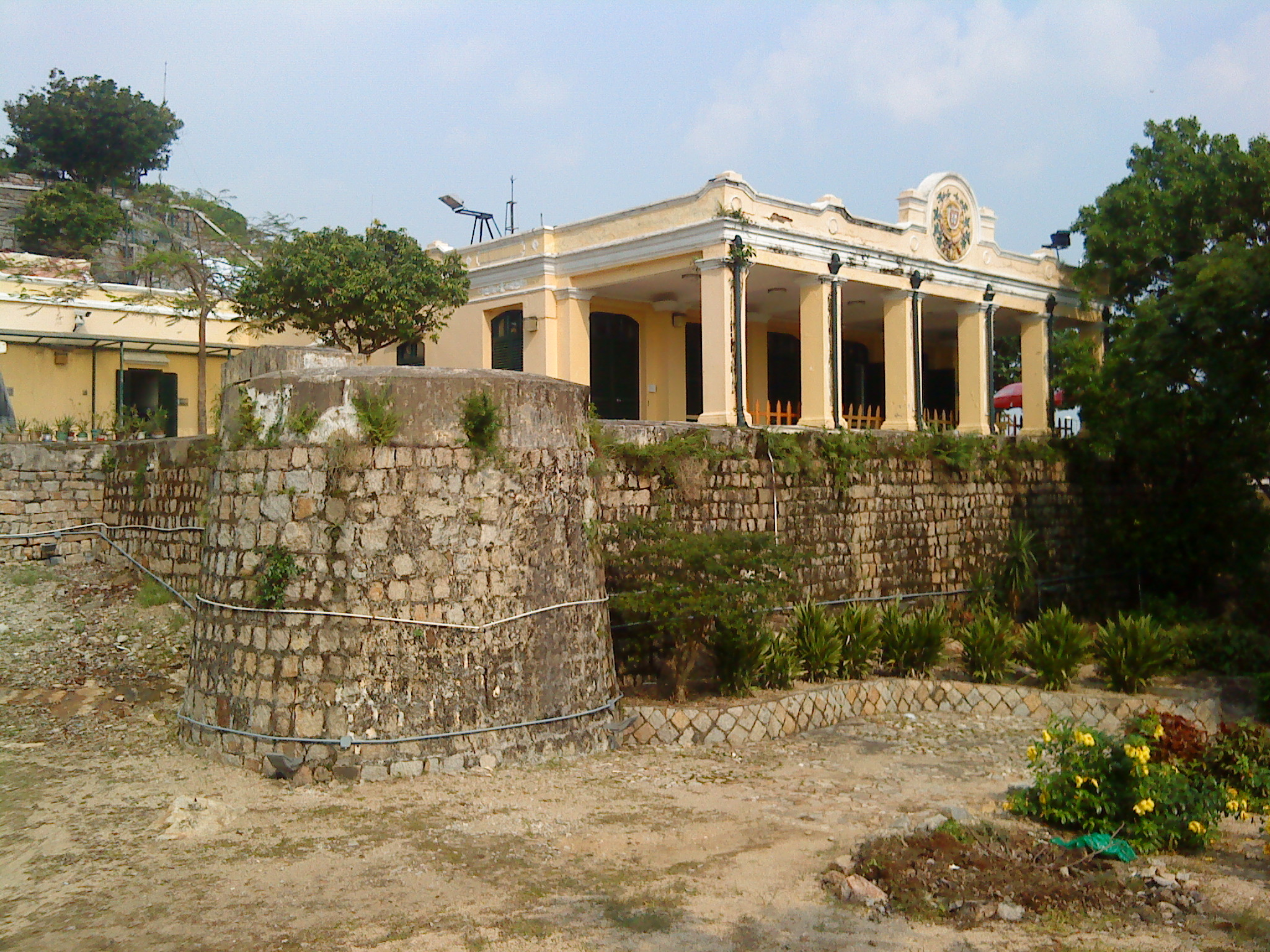
氹仔炮台外觀

氹仔炮台是位於澳門氹仔西北端碼頭花園旁的一座古老炮台，建於1847年。現時炮台周圍已改建成休憩區，亦為澳門童軍總會的總部。

## 歷史
1846年(清道光二十六年)，澳葡政府因有感十字門海域附近經常有海盜出沒，對居民的安全以及他們的管治造成威脅，遂開始動工興建氹仔炮台以作抵禦，由當時的海軍少校羅來路所監督下興建，經費則由島上居民付出。翌年，炮台落成，為居民的安全帶來了保障。自炮台興建之後，氹仔島上的澳葡駐軍一直駐守於該處，並監視由外十字門海域駛入內十字門的船隻，以防敵襲。在澳門總督亞馬留上任後，該處曾被改建為總督別墅，作避暑之夏季別墅。
炮台的原址曾於1975年改作海島市警署，直至1998年才遷出。1999年澳門童軍總會在此運作，成為童軍的綜合活動的基地，而其中的大炮和石碑等古物仍保存完好。隨著社會的發展需要，炮台沿岸因填海和用作西灣大橋的著腳點，昔日的沿海風光已不復見。

## 建築特色
氹仔炮台沿海依山而建，佔地約2400平方米。炮台前後均設有哨崗，哨崗上尖下寬，門窗帶尖拱，並貼有葡國傳統特色的青花瓷磚。炮台入口擺放有一個可三百六十度旋轉的大炮，四週分別設置有小炮。而炮台兩旁則建有印度建築特色的哨房。雖然炮台曾為軍事設施，但卻沒有軍事要塞的特色。例如：氹仔炮台並沒有築碉堡、炮樓和堞牆等防衛設施，相對於澳門半島的大炮台之軍事配備，氹仔炮台並沒有相對嚴謹的防衛設施。

## 外部連結
- 澳門文物知多少：氹仔炮台 （页面存档备份，存于）